# 吉原信之
吉原 信之（よしはら のぶゆき、1916年11月5日 - 2007年3月15日）は、日本の実業家。アパレルメーカー三陽商会の創業者。

## 略歴
- 1916年 四人兄妹の次男として東京府（現・東京都）に生まれる。
- 1934年 東京府立第六中学校（現・東京都立新宿高等学校）卒業
- 1937年 早稲田大学専門部商科卒業、石油会社の大田信良商店に入社。
- 1942年 三陽商会を創業。最初に売った品物は切断砥石。
- 1943年 株式会社三陽商会設立、取締役に就任。
- 1945年 代表取締役社長に就任。
- 1946年 戦争後に残っていた軍用落下傘の絹に油を引き、「オイルシルク・レインコート」として売り出す。
- 1951年 サンヨーレインコートを商標登録。
- 1964年 イギリスのバーバリー社からコートの輸入販売を開始。
- 1970年 バーバリー社とのライセンス契約。
- 1971年 東京証券取引所市場第2部に上場。
- 1977年 東京証券取引所市場第1部に指定替え。
- 1983年 代表取締役会長に就任。
- 2000年 代表取締役相談役に就任。
- 2001年 代表取締役相談役退任、最高顧問に。
- 2007年 3月15日午前0時35分、心不全のため90歳にて死亡。

## 家族・親族
兄は信之が創業した三陽商会の会長や取締役相談役を歴任した吉原敬一、末妹は詩人の吉原幸子。敬一の長女、すなわち信之の姪は音楽プロデューサーの下河辺晴三に嫁ぎ1女をもうけた。

## エピソード
- 『最後の江戸っ子』の異名を持ち、べらんめえ口調で喧嘩っ早く、形式主義への反抗心が強かったが、人一倍の人情家で義侠心の厚い人物だったとされている。
- 幼少のころは人の遊んでいるのを遠くから黙って見ているような子供だったが、気が強かった。母親が押し入れに入れて人にとりなしをさせると「入れた奴が出しに来い」と言って出てこなかった。
- 兄妹そろって読書家であり、佐藤春夫、室生犀星、萩原朔太郎、西条八十などの詩集を愛読した。妹である吉原幸子が詩人になったのは兄姉の影響が大きいと言われている。
- 早大の学生時代には思想家の柳宗悦が提唱した民藝運動の工芸美論に多大な影響を受ける。「物の美醜・真贋を見分ける眼力を養い会得するには、正しい真に美しい物をたびたび繰りかえして見るという他に無い」。
- モットーは「セールスは同時にアフターサービスをしっかりやることだ」「客をがっかりさせるな」。